# Sequential Function Chart
Sequential Function Chart-(последовательные функциональные схемы) — язык программирования стандарта IEC61131-3. Предназначен для программирования промышленных контроллеров. Широко используется в SCADA/HMI пакетах.
- SFC — графический язык, предназначенный для написания программ последовательного управления технологическим процессом, описывающий его в форме близкой к диаграмме состояний. Аналогом может служить сеть Петри с разноцветными фишками. В каждом состоянии система выполняет действия (подпрограммы) с определенными модификаторами. Например, модификатор N — исполнять, пока состояние активно.

Пример: Поддержание уровня жидкости в сосуде с непрерывно вытекающей жидкостью
```
      ╔════════╗
      ║        ║
      ║ START  ║   Начальное состояние
      ╚═══╤════╝
          │
         ─┼─level_low Уровень меньше (условие перехода
          │           - логическая переменная)
      ┌───┴────┐  ┌───┬────────────┐ Состояние активно пока не сработает 
      │ Motor  ├──┤ N │motor_on    │ условие уровень больше. Действие с  
      │   On   │  └───┴────────────┘ модификатором N - пока активно
      └───┬────┘                     
         ─┼─level_high Уровень больше (условие перехода
          │            - логическая переменная)
      ┌───┴────┐  ┌───┬────────────┐
      │ Motor  ├──┤ P │motor_off   │ Состояние активно пока не сработает 
      │  Off   │  └───┴────────────┘ условие уровень меньше. Действие с 
      └───┬────┘                     модификатором P - однократное
          │                          срабатывание
          ↓
        START Переход на начальное состояние

```

Основными элементами языка являются:
- состояния, в которых выполняются определенные действия, одновременно могут быть активны несколько состояний, одно из состояний является начальным;
- переходы из состояния в состояние, для каждого перехода задаются логическое условие перехода к следующему шагу
- альтернативное ветвление алгоритма, когда из текущего состояния возможны переходы к нескольким состояниям, при этом каждому переходу соответствует своё логическое условие и при выполнении алгоритма производится только один из альтернативных переходов
- параллельное ветвление, в отличие от альтернативного имеет общее условие перехода на несколько параллельно работающих веток
- переход к заданному состоянию
- остановка процесса

При программировании контроллеров семейства SIMATIC, используются две версии этого языка, разработанных в компании Siemens. Язык Graph 7 является дополнением к пакету STEP 7 и реализуем как для контроллеров SIMATIC S7-300, так и SIMATIC S7-400. Вторая версия этого языка под названием SFC, применяется только в рамках интегрированной среды разработки программ контроллеров и систем человеко-машинного интерфейса SIMATIC PCS 7.